# Japan Open de 2018
Japan Open de 2018 foi a décima sétima edição do Japan Open, um evento anual de patinação artística no gelo organizado pela Federação Japonesa de Patinação. A competição foi disputada no dia 6 de outubro, na cidade de Saitama, Japão.

## Eventos
- Equipes (Individual masculino + Individual feminino)

## Medalhistas
| Evento           | Ouro                                                               | Prata                                                                         | Bronze                                                                       |
| Equipes detalhes | Shoma Uno Nobunari Oda Kaori Sakamoto Satoko Miyahara Equipe Japão | Javier Fernández Deniss Vasiļjevs Alina Zagitova Maria Sotskova Equipe Europa | Nathan Chen Jeremy Abbott Bradie Tennell Mariah Bell Equipe América do Norte |

## Resultados

### Individual masculino
| Pos. | Nome             | Nacionalidade  | Pontos |
| ---- | ---------------- | -------------- | ------ |
| 1    | Shoma Uno        | Japão          | 186.69 |
| 2    | Nobunari Oda     | Japão          | 176.95 |
| 3    | Javier Fernández | Espanha        | 157.86 |
| 4    | Nathan Chen      | Estados Unidos | 144.96 |
| 5    | Deniss Vasiļjevs | Letónia        | 129.32 |
| 6    | Jeremy Abbott    | Estados Unidos | 124.06 |

### Individual feminino
| Pos. | Nome            | Nacionalidade  | Pontos |
| ---- | --------------- | -------------- | ------ |
| 1    | Alina Zagitova  | Rússia         | 159.18 |
| 2    | Kaori Sakamoto  | Japão          | 130.28 |
| 3    | Satoko Miyahara | Japão          | 127.99 |
| 4    | Bradie Tennell  | Estados Unidos | 126.86 |
| 5    | Mariah Bell     | Estados Unidos | 120.57 |
| 6    | Maria Sotskova  | Rússia         | 111.78 |

### Final
| Pos.              | Nome                    | Pontos |
| ----------------- | ----------------------- | ------ |
| Medalha de ouro   | Equipe Japão            | 621.91 |
| Medalha de prata  | Equipe Europa           | 558.14 |
| Medalha de bronze | Equipe América do Norte | 516.45 |